# المستشفى الجامعي الدكتور دراجيسا ميشوفيتش
المستشفى الجامعي الدكتور دراجيسا ميشوفيتش ( (بالسيريلية الصربية: Клиничко-болнички центар Др Драгиша Мишовић-Дедиње) دراجيسا ميسوفيتش ديديني ، أو مركز المستشفى السريري ، هو مرفق صحي من المستوى الثانوي في بلغراد ، يقدم رعاية صحية متخصصة في مستشفياته وعياداته.
يعتمد على المبادئ الحديثة للرعاية الصحية . هو بمثابة منشأة تعليمية في كلية الطب بجامعة بلغراد . تم تأسيسها في عام 1930 ، وتمت تسميتها باسم Dragiša Mišović ، وهو شيوعي وطبيب قبل الحرب العالمية الثانية .

## التاريخ
تاريخ مجمع دراجيسا ميسوفيتش يبدأ بعشرينيات القرن العشرين. اكتسبت جمعية الأطباء الشابات السابقين مكانًا بالقرب من ديدينجي من جورج ويفرت .
في 24 أكتوبر 2009 ، وقع حادث حريق كبير في المبنى المركزي لمركز المستشفى ،  والذي عطل التشغيل المستقبلي للمركز. بغض النظر عن الحادث ، لا تزال الخدمات الرئيسية نشطة في الظروف الحالية.

## روابط خارجية
- (بالصربية)